# برديات كارلسبرغ

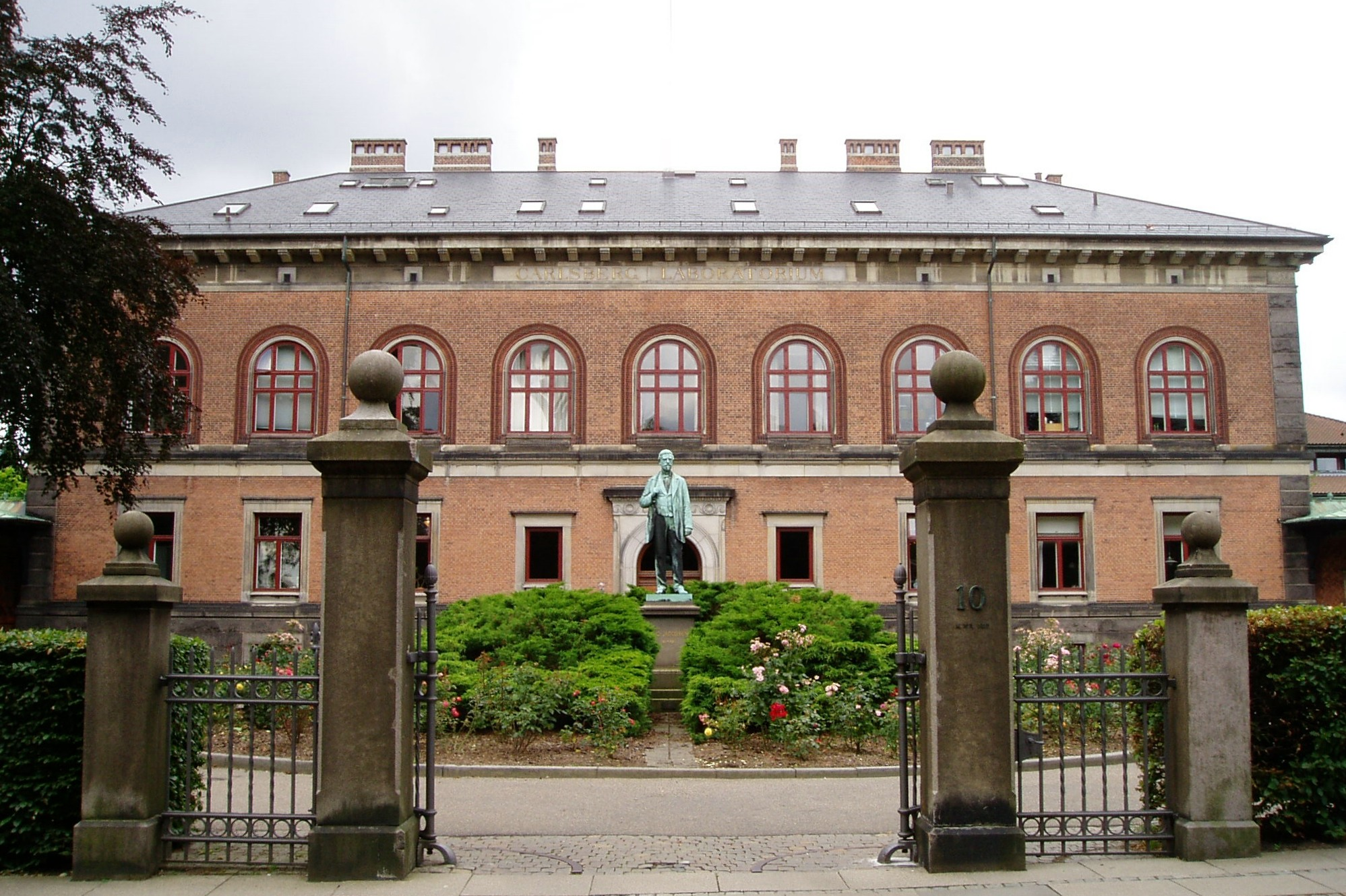
برديات كارلسبرغ محفوظة في مختبر كارلسبرغ

برديات كارلسبرغ هي إحدى أوراق البردي الطبية المصرية القديمة. وقد تمت كتابة معظمها بالهيراطيقية والديموطيقية، مع بعض المحتويات المكتوبة باللغة الإغريقية والهيروغليفية. وتعد برديات كارلسبرغ أوراق البردي الطبية المصرية الأكثر ثراءً، حيث تحتوي على كميات كبيرة جدًا من الأوراق المقلدة لأوراق البردي الأصلية مقارنة بأي مجموعات برديات أخرى. وتتعامل هذه الأوراق بشكل رئيسي مع علاج أمراض العيون والحمل. وتوجد هذه البرديات حاليًا في معهد المصريات بجامعة كوبنهاغن.

## تاريخ البرديات
يعود تاريخ بعض أجزاء أوراق بردي كارلسبرغ إلى حوالي عام 2000 قبل الميلاد، بينما البعض الآخر — مثل مخطوطات أم البريجات (تبتينيس) — فتعود إلى القرن الأول بعد الميلاد تقريبًا.
وكان أكسل فولتن هو القيم على هذه المجموعة منذ عام 1943. وبحلول عام 1954، كان قادرًا على زيادتها عن طريق ممتلكات جديدة مستعينًا بالأموال المقدمة بصورة رئيسية من مؤسسة كارلسبرغ.

## المحتويات
كُتبت معظم النصوص باللغة الهيراطيقية والديموطيقية، على الرغم من أن هناك العديد من النصوص المكتوبة بالهيروغليفية والإغريقية. وتتباين المحتويات الفعلية للبرديات تباينًا كبيرًا، ولكنها تركز بشكل رئيسي على معالجة أمراض العيون والحمل. وتحمل بنية أوراق البردي تشابهًا كبيرًا مع برديات كاهون وبرلين.
بعد ذلك، ازداد حجم المجموعة من خلال مقتنيات جمعت من البروفيسور إتش أو لانغ والبروفيسور سي أي ساندر-هانسن، وهما مالكان للعديد من أوراق البردي. كما اشترى اثنين من مجموعات المخطوطات من كارل شميت وأضاف تعاليم الملك ميريكار إلى المجموعة.
وقد تم تسجيل أكثر من ستمائة مخطوطة فردية، والبعض منها قد تم تجميعها معًا من عشرات أو حتى المئات من الأجزاء.